# Нађхалас
Нађхалас (мађ. Nagyhalász) је насеље у североисточној Мађарској. Ајак је значајно насеље у оквиру жупаније Саболч-Сатмар-Берег.

## Географија
Насеље заузима простор од 4.434 km2 (1.712 sq mi) и има популацију од 5.676 становника (2015).

## Историја
Насеље се у писаним изворима појављује средином 13. века, што га чини једним од најстаријих насеља у округу. Народна етимологија његовог имена позната је из једне од народних песама песника из 19. века, Михаља Томпе, за коју је материјал добио од Нађхалаша. Према причи „Рибар и златна рибица”, јадног старог рибара, који је успео да ухвати принцезину омиљену рибу у своју мрежу, краљ је наградио племићким писмом за цело своје село, које од тог дана носи имена Халас, а чији је грб такође украшен са две златне рибице.
Насеље се прво појавило као Халаз. То је било краљевско имање, а његови становници су били краљеви рибари. Током Арпадове ере постао је власништво замка Саболч. Бела IV га је поклонио породици Гуткелед 1245. године. Средином 14. века, предак Пакшија га је добио на поклон од краља, али га је  краљЖигмонд узео од својих синова 1404. године и поклонио Андрашу Чапију. Године 1454. био је у власништву Чудара, касније је постао власништво Драгфијаса из Белтека. Иако је током турске ере био опустошен, 1566. поново је био једно од најнасељенијих места у округу Саболч.
Историја помиње овај град око 1245. године, када га је краљ Бела поклонио Иштвану Комесу. Првобитно име добила је по томе што се у почетку састојала од свега неколико колиба у којима су живели рибари, пошто је у прошлости ово подручје било скоро увек под водом због честог изливања Тисе, а рибљи фонд је такође био веома богат. У време владавине краљева Арпада, краљевским рибарима ово је било једно од њихових омиљених места. Место је било под управом замка Саболч.
Током постојања Реткоза, село је било окружено водом и могло му се прићи само по сувом из Ниређхазе и Кемечеа. Док је пре исушивања главни живот становништва обезбеђивало сточарство и риболов, касније је становништво почело интензивну пољопривреду на сувом висококвалитетном земљишту, а насеље, упркос чињеници да има и индустријски погон због своје дугогодишње фабрике џакова, задржала је свој пољопривредни карактер до данас. Почетком века, Нађхалас, смештен дуж важне раскрснице, такође је добио железничку пругу, додуше само уског колосека, што је умногоме олакшало транспорт пољопривредних добара до тржишта. Статус града је добио 1993. године.
Од 2013. године је седиште округа Ибрањи.

## Становништво
Године 2001. 90% градског становништва тврдило је да су Мађари, а 10% Роми.
Током пописа из 2011. године, 85,5% становника се изјаснило као Мађари, 10,2% као Роми, а 0,2% као Украјинци (13,7% се није изјаснило;. Због двојног идентитета, укупан број може бити већи од 100%). Верска дистрибуција је била следећа: римокатолици 19,3%, реформисани 43,4%, гркокатолици 5,5%, евангелисти 0,4%, неденоминациони 5,7% (23,9%  се није изјаснило).